# Mascotte (Film)
Mascotte (internationaler englischsprachiger Titel Mascot) ist ein Filmdrama von Remy van Heugten, das im Januar 2023 beim Slamdance Film Festival seine Premiere feierte.

## Handlung
Der 17-jährige Jerry lebt in Limburg, zusammen mit seiner alleinerziehenden Mutter Abbey. Jerry ist ein Hooligan und gefährdet mit seinem radikalen Verhalten nicht nur sich selbst, sondern seine ganze Familie.

## Produktion

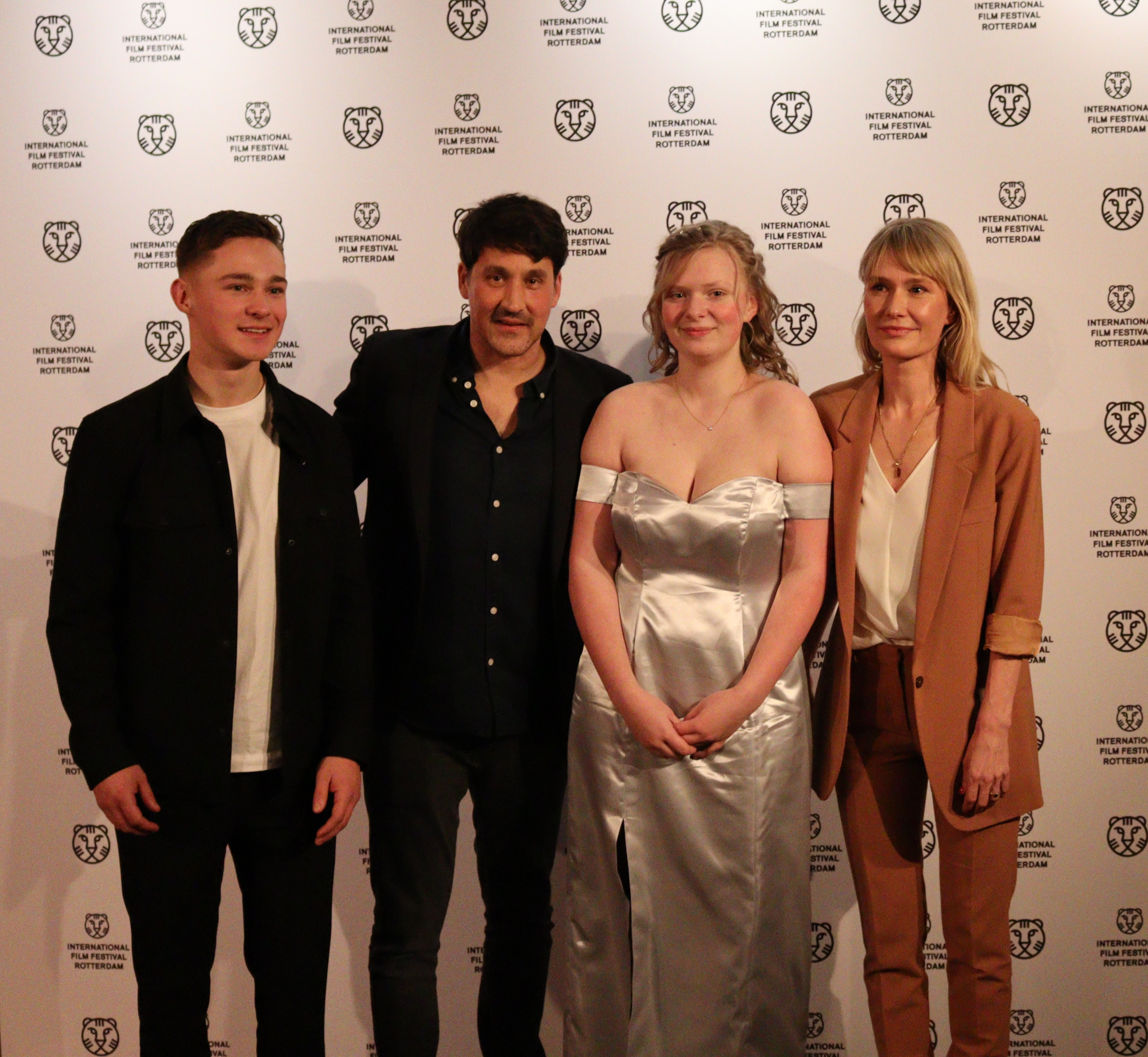
Bezetsung bei der Premiere beim International Film Festival Rotterdam 2023

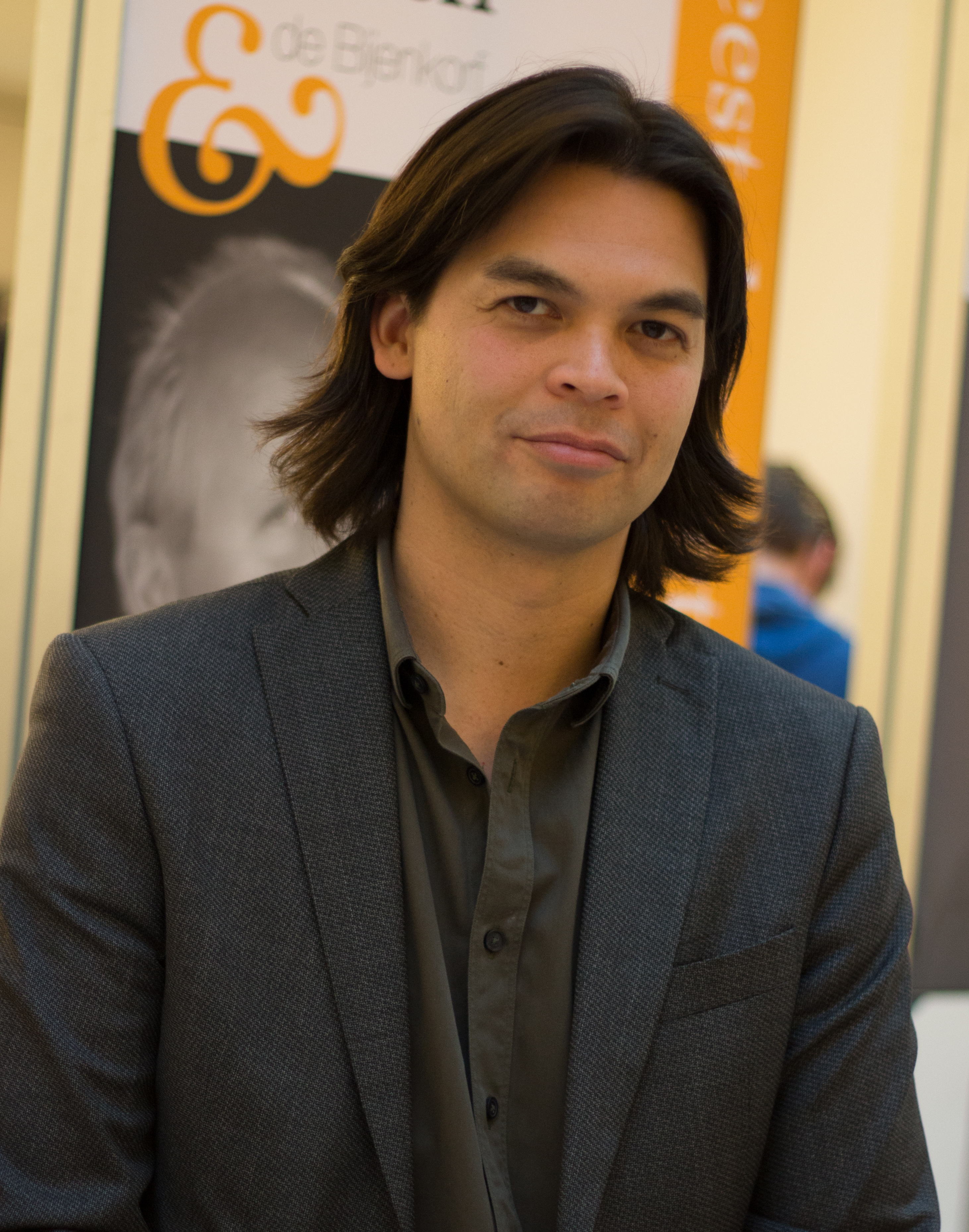
Drehbuchautor Gustaaf Peek

Regie führte Remy van Heugten (auch Paul Hoog). Es handelt sich nach einer Reihe von Kurz- und Fernsehfilmen und Fernsehserien, der Komödie Valentino von 2013 und dem Kriminalfilm Gluckauf von 2015 um seine dritte Regiearbeit bei einem Kinofilm. Er wuchs selbst in einem Arbeiterviertel auf und hatte ein ähnliches Zahnleiden wie Jerry im Film. „Es hat mein Selbstvertrauen aufgezehrt und ich war wütend und ich habe gekämpft, um diese Wut loszuwerden“, so der Regisseur. Er habe jedoch liebevolle und unterstützende Eltern gehabt, die ihm die ganze Zeit über halfen. Das Drehbuch schrieb der niederländische Schriftsteller, Fotograf und Journalist Gustaaf Peek. Er schrieb bereits für van Heugtens Film Gluckauf das Drehbuch. 
Liam Jeans gibt in der Rolle von Jeremy Driessen sein Debüt als Filmschauspieler. Maartje Remmers spielt seine Mutter Abbey, Geert Van Rampelberg seinen Vater Willem und Frederike van Oordt Jeremys jüngere Schwester Emine.
Die Filmmusik komponierten Jorrit Kleijnen und Jacob Meijer.
Die Weltpremiere erfolgte am 21. Januar 2023 beim Slamdance Film Festival. Eine Woche später wurde Mascotte beim International Film Festival Rotterdam gezeigt. Im März 2023 wurde er beim Manchester Film Festival gezeigt. Die Rechte für Nordamerika sicherte sich Sumerian.

## Auszeichnungen
Film Festival Oostende 2023
- Nominierung als Bester Film im COOP!-Competition[8]

International Film Festival Rotterdam 2023
- Nominierung für den Big Screen Award (Remy van Heugten, Gustaaf Peek und Joram Willink)[5]

Manchester Film Festival 2023
- Auszeichnung als Bester Spielfilm[9]

Slamdance Film Festival 2023
- Nominierung für den Jury Award – Breakouts (Remy van Heugten, Gustaaf Peek und Joram Willink)